# Belarus (tractormerk)

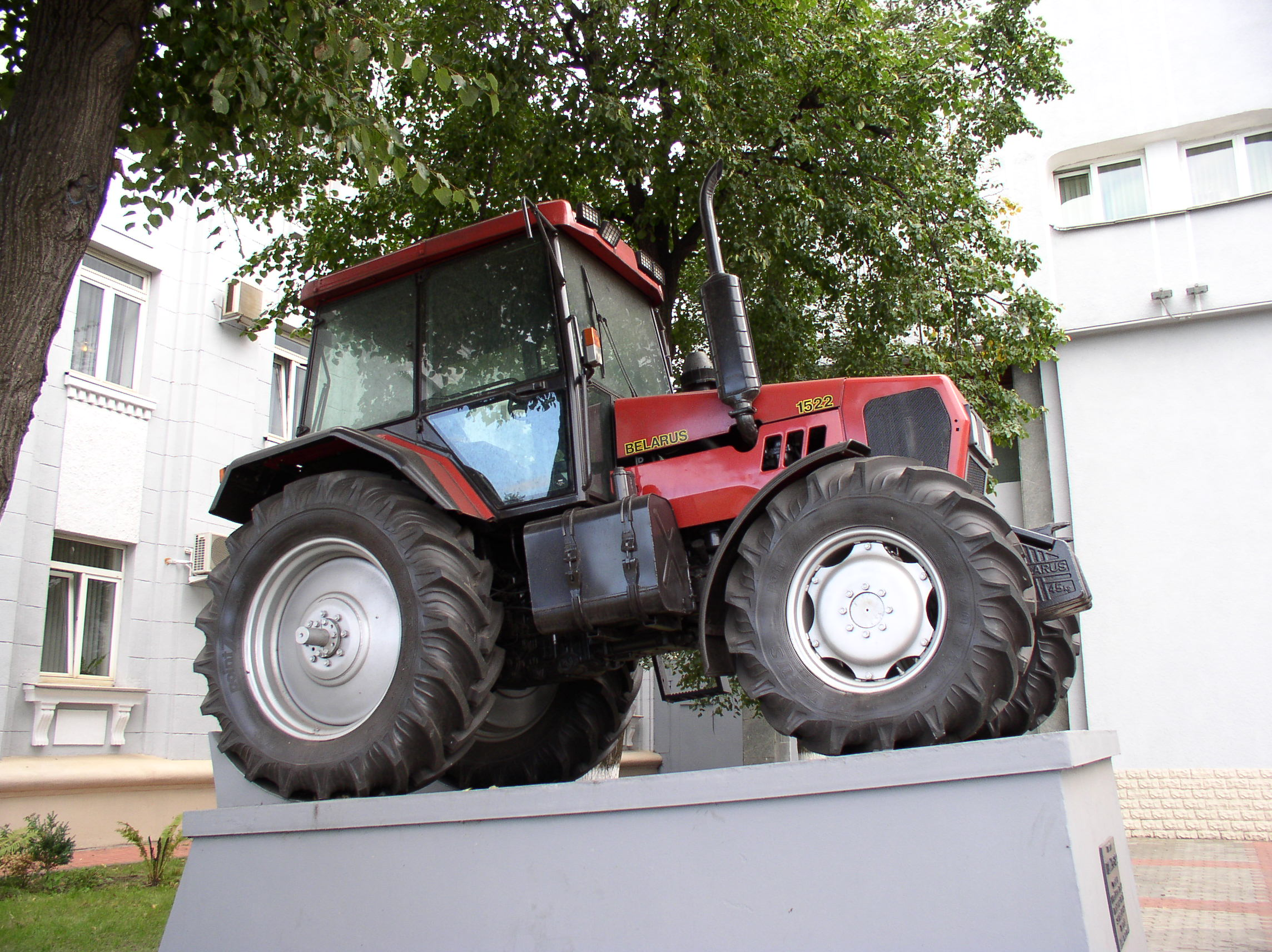
Belarus-1522

Belarus (Wit-Russisch: Белару́с) is een tractormerk uit de Minski traktorny zavod MTZ (Wit-Russisch: Мінскі трактарны завод; Russisch: Ми́нский тра́кторный заво́д, МТЗ) in de Wit-Russische hoofdstad Minsk, dat niet alleen tractoren, maar ook andere landbouwmachines, toebehoren en stationaire (diesel)motoren levert. Nog niet zo lang geleden produceerde Belarus 100.000 tractoren per jaar. Een groot deel daarvan werd uitgevoerd naar de toenmalige Oostbloklanden.